# Бориспільська волость
Бориспільська волость — адміністративно-територіальна одиниця Переяславського повіту Полтавської губернії з центром у містечку Бориспіль.
Станом на 1885 рік — складалася з 13 поселень, 21 сільської громади. Населення 9987 осіб (4977 чоловічої статі та 5010 — жіночої), 1908 дворових господарств.
|                     | Площа, десятин | У тому числі орної, десятин |
| ------------------- | -------------- | --------------------------- |
| Сільських громад    | 10801          | 9594                        |
| Приватної власності | 11707          | 8466                        |
| Іншої власності     | 511            | 434                         |
| Загалом             | 23019          | 18494                       |

Основні поселення волості:
- Бориспіль — колишнє державне та власницьке містечко за 48 верст від повітового міста, 5540 осіб, 1152 двори, 5 православних церков, 2 єврейських молитовних будинки, школа, богодільня, аптека, поштова станція, 4 постоялих двори, 24 постоялих будинки, 64 лавки, базари по понеділках та п'ятницях, 4 ярмарки на рік, винокурний завод.
- Іванків — колишнє державне та власницьке село при озері Великому, 2144 осіб, 248 дворів, 2 православні церкви, 4 постоялий будинок, лавка, 21 вітряний млин.
- Кучаків — колишнє власницьке село, 390 осіб, 62 двори, православна церква, постоялий будинок, 5 вітряних млинів, винокурний завод.
- Сеньківка — колишнє державне село при річці Красилівка, 874 осіб, 182 двори, православна церква, постоялий будинок, 17 вітряних млинів.